# Acadia (entreprise)
Acadia Healthcare est une entreprise américaine spécialisée dans la gestion de centre psychiatrique et les centres d'addictologie. Elle est fondée en 2005. Son siège social est situé à Franklin dans le Tennessee.

## Histoire
En janvier 2016, Acadia acquiert Priory Group, entreprise britannique ayant 300 centres traitant des troubles liés aux drogues et à l'alcoolisme, pour 850 millions de dollars.
En décembre 2020, Acadia annonce la vente de Priory Group, pour 1,47 milliard de dollars, à un fonds d'investissement.